# Norbulingka
A Norbulingka (tibeti: ནོར་བུ་གླིང་ཀ་; Wylie: Nor-bu-gling-ka; kínai: 罗布林卡; magyarul: „kincses kert”) a dalai lámák hagyományos nyári palotája és az azt körülvevő park volt az 1780-as évektől 1959-ig, amikor a 14. dalai láma, Tendzin Gyaco Indiába menekült a megszálló kínai csapatok elől. A komplexum építése 1755-ben kezdődött Tibet fővárosában, Lhászában. A Potala palota történelmi együttesének részeként a Norbulingka is UNESCO világörökségi helyszínnek számít 2001 óta. A palota építtetője a 7. dalai láma volt, amely az elkészülte után hivatali és vallási központként is szolgált egyaránt. Az épület a tibeti palotaépítészet egyik különleges képviselője.
A Norbulingka palota Lhásza nyugati részén fekszik, a Potala palotától nem messze délnyugatra. A Norbulingka 36 hektáros területe Tibet legnagyobb ember alkotta kertjének számít.
A Norbulingka park Tibet a hasonló etnikai csoporthoz tartozó parkjai közül a legkorábbi. Ahogy Tibetben a nyári és az őszi hónapokban minden park megtelik élettel, a Norbulingkában is táncos mulatságokat, énekelőadásokat és zenei fesztiválokat tartanak. A parkban tartják az évente megrendezésre kerülő sotön fesztivált – vagy „joghurt fesztivált” – is.
A Norbulingka palotát leggyakrabban a 13. és a 14. dalai lámával szokás azonosítani, akik a jelenleg is látható szerkezetek megépíttetéséhez leginkább hozzájárultak. Tibet 1950-es megszállásakor számos épület rongálódott meg, amelyeket 2003-tól kezdve újjáépített a kínai kormány. Az épület restaurációk mellett megújultak a tavak és a virágoskert is.

## Elnevezései
A tibeti Norbulingka kifejezés jelentése „kincses kert” vagy „kincses park”. A „lingka” mindenféle kertészeti parkra vonatkozhat. 1966-ban, amikor a kulturális forradalom elkezdődött, a Norbulingkát átnevezték Népligetté és mindenki számára szabaddá vált a belépés.

## Környezete
A 374 szobás Norbulingka a téli palotaként funkcionáló Potala palotától 3 km-re található nyugatra, Lhásza városának nyugati külvárosában, a Kji-folyó partján. Amikor az 1740-es években a 7. dalai láma idején megkezdődött a palota építése, a terület még teljesen vadonnak számított.
A park 3650 méter tengerszint feletti magasságon fekszik. A kertjében található rózsa, petúnia, mályvarózsa, bársonyvirág, krizantém, gyógynövények, és néhány ritka növény. Telepítettek ide gyümölcsfákat is – alma és barack – ám a gyümölcsök nem érnek be Lhászában. A telepített növények közé tartozik még a nyárfa és a bambusz. Fénykorában a Norbulingka területén vadállatok is éltek, például pávák, illetve a tavakban vörös ásóludak. A park nagy mérete és jó alaprajza miatt szép környezetben lehet biciklizni. A kertekben előszeretettel piknikeznek a helyiek, illetve gyakran tartanak itt színházi, zenés vagy egyéb fesztiválokat. A legnevezetesebb rendezvény a sotön fesztivál augusztus elején. Ekkor a családok együtt vonulnak ki a parkba és napokra tábort verhetnek.
Állatkert is van a Norbulingka területén, amely eredetileg azokból az állatokból állt, amelyeket a dalai lámáknak ajándékoztak. A Hét év Tibetben című filmből is ismert Heinrich Harrer, osztrák hegymászó, az 1950-es években segített a 14. dalai lámának létrehozni egy apró filmszínházat.

## Története

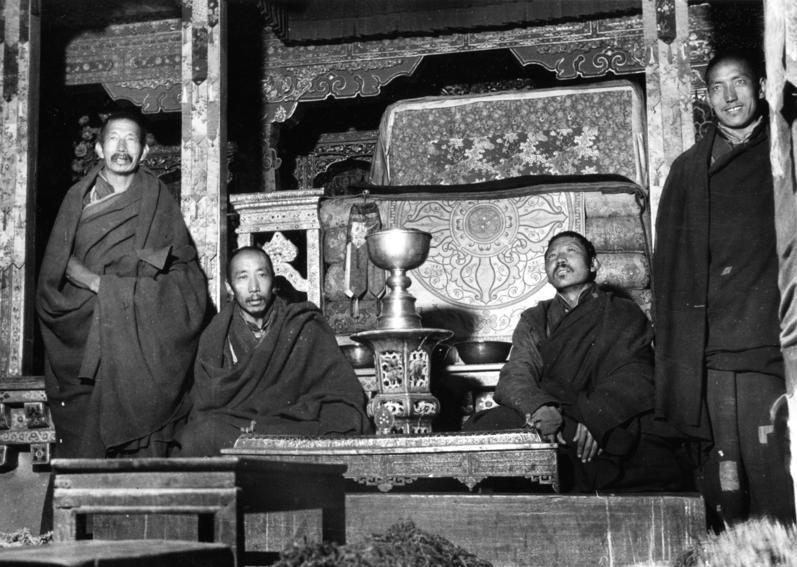
Szerzetesek a dalai láma trónja előtt, Norbulingka, 1938

A dalai lámák Norbulingka palotája mintegy száz évvel a Potala palota után épült a Parkori-csúcson, egy 36 hektáros területen. A Potalától nyugatra épült nyugatra, kisebb távolságra, hogy a dalai lámák kizárólagos nyári palotája lehessen. Tendzin Gyaco, a jelenlegi, 14. dalai láma is itt töltötte a nyarait száműzetése előtt. A palota épületét és a parkot a 7. dalai láma (Kalszang Gyaco) kezdte el építtetni 1755-ben, és 1783-ban készült el a  8. dalai láma (Dzsampal Gyaco) idején. Innentől kezdve vált a dalai lámák nyári rezidenciájává.
A Norbulingka legkorábbi története egy itt található forráshoz kapcsolódik, amelyet a 7. dalai láma használt a nyári hónapokban egészségügyi problémáira. A Csing-dinasztia engedélyt adott a dalai lámának, hogy erre a helyre palotát emeltessen.

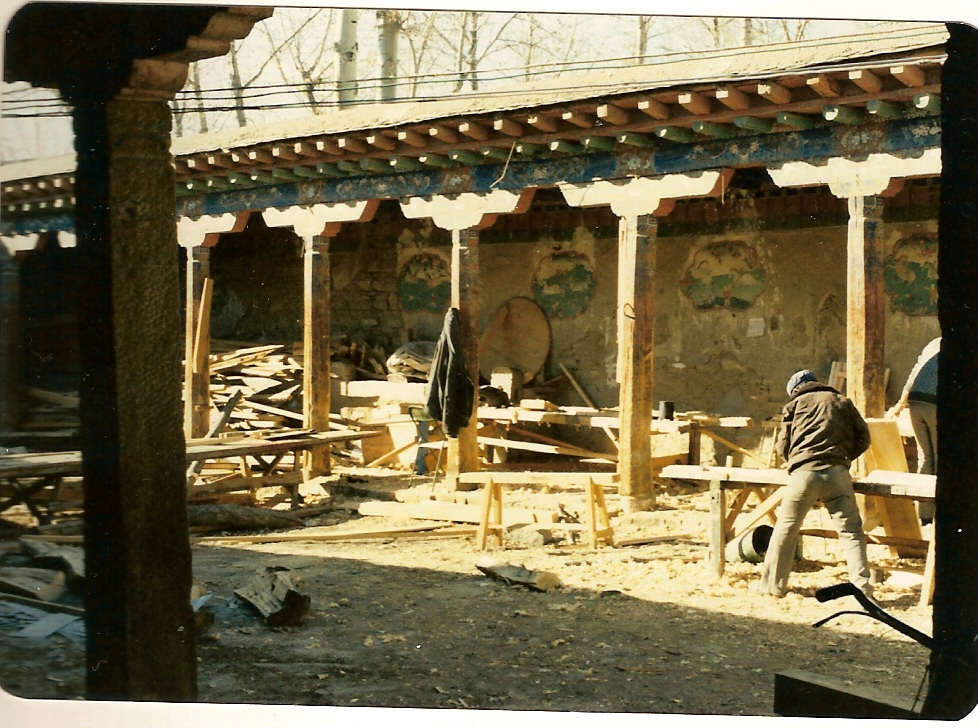
A dalai lámák istállója a Norbulingkában, 1986-ban készült fénykép

A 8. dalai láma több szárnyat és kertet is hozzáépített a komplexumhoz, ám a legtöbb bővítés mégis a 13. és a 14. dalai láma idején történt.
A dalai láma egyenesen a Norbulingka palotából menekült el Indiába 1959. március 17-én, hogy megmeneküljön a kínai megszállók fogságától. Ezen a napon a dalai láma világi ruhába bújva, fegyverrel a vállán hagyta el a palotát, és Tibet déli szomszédjánál lelt menedékre. Egy éppen akkor tomboló homokvihar miatt nem ismerték őt fel. A Reuters szerint a dalai láma és hivatalnokai lóháton hagyták el Lhásza városát, majd más családtagokkal kiegészülve indultak délnek. Két héten át meneteltek Indiáig, ahol politikai menedékjogot kaptak. A kínaiak a szökésről csak két napos késéssel szereztek tudomást. A Norbulingkát a kínaiak támadásakor feladták.)
A dalai láma egykori nyári palotája és a park ma turistalátványosság. A palotában nagy mennyiségű itáliai csillárgyűjtemény, adzsantai freskók, tibeti szőnyegek és egyéb kézműves tárgyak láthatók. Buddha ábrázolások és 5. dalai láma festmények lógnak néhány teremben. Kiállításra került a 14. dalai láma meditációs szobája, hálószobája, konferenciaterme és fürdőszobája.

## Felújítása és megőrzése

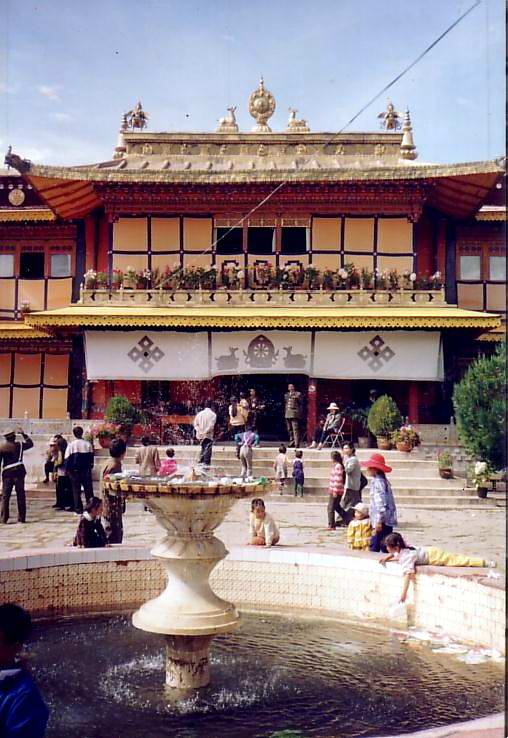
A Norbulingka 1993 augusztusában

A kulturális forradalom során a Norbulingka komplexum súlyos károkat szenvedett el. Azonban 2001-ben a kínai kormány úgy döntött, hogy teljes egészében helyreállítja a Norbulingkát. Egy évvel később 67,4 millió jüant (8,14 millió USD) különített el a kormány a munkálatokra, amelyek 2003-ban kezdődtek el. Ezek először a Kelszang Phodron palotát, a Kasak kabinet irodákat és néhány további szerkezetet érintettek.
A Norbulingka a „fontos nemzeti kulturális emlékegység” besorolást kapta 1988-ban az állami tanácstól. 2001. december 14-én az UNESCO világörökségi helyszínnek nyilvánította a Potala palota történelmi együttes részeként. Ez az együttes három épületegyüttesre vonatkozik, a Potala palotára, a Dzsokhang templomkolostorra és a Norbulingkára. A kínai állam turisztikai adminisztrációja a helyszínt a turistalátványosságok besorolási kategóriáiban AAAA vagy 4A besorolást kapott 2001-ben.

## Fesztiválok

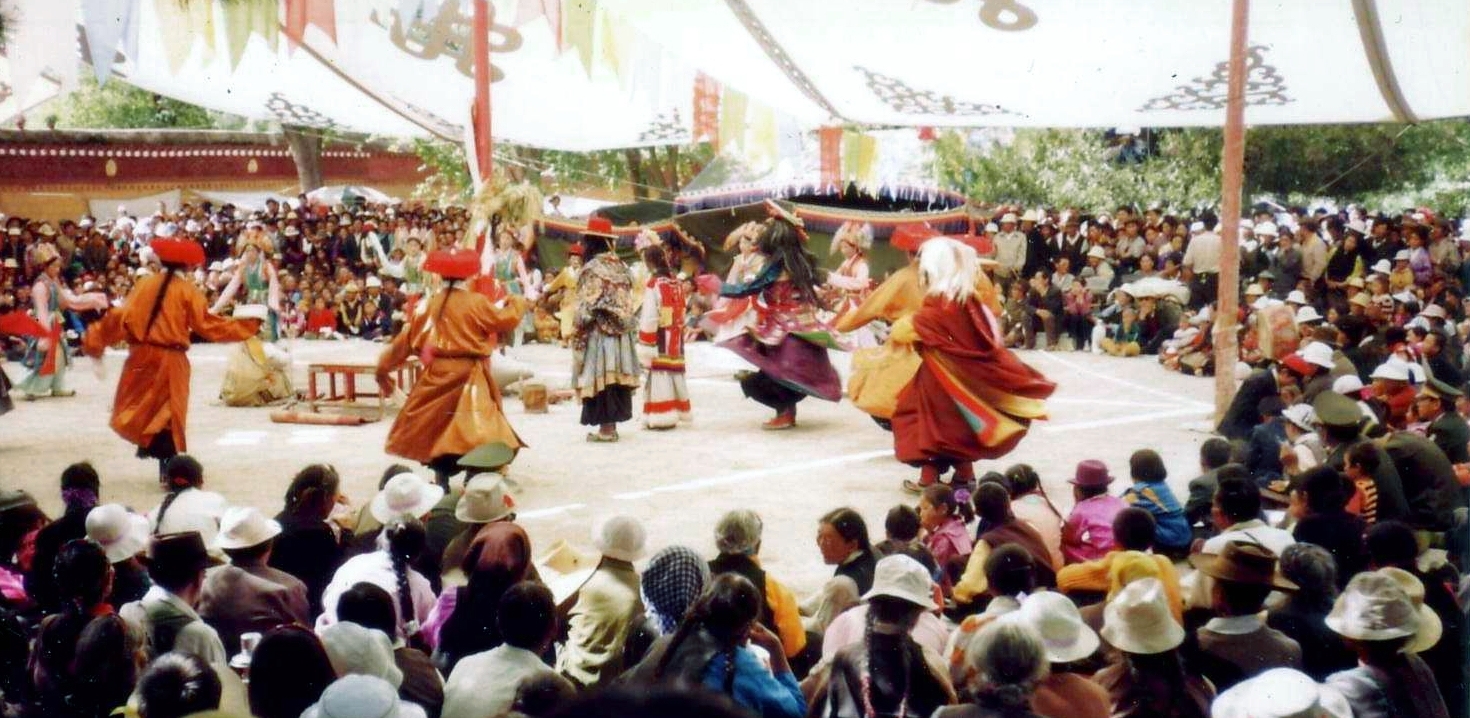
Tánc a sotön fesztiválon, 1993

A sotön fesztivál (népszerű nevén a „joghurt fesztivál”) egy évente megrendezett ünnepség a Norbulingka parkban. Az esemény idejét a tibeti naptár határozza meg, amely egy holdnaptár. A fesztivál a hetedik hónap teli holdas időszakának első hét napjára esik, amely a Gergely-naptár szerinti július, augusztusnak felel meg. Az egyhetes programsorozat legfőbb látványossága a „tibeti opera”, az Acse Lhamo, ahol a szereplők látványos, színes maszkokat viselnek. Az ország különböző részeiből érkeznek társulatok, akik előadják saját darabjaikat. Az első ilyen társulatot a 15. században alakította a „tibeti Leonardo da Vinci”, Tangtong Gyelpo. A komédiával és szatírával átszőtt párbeszédek színezte történetek az ősi indiai buddhista népmesékből, közismert történelmi személyek életéből, és a tibeti kultúra híres eseményeiből merítenek. A fesztivál idején a lhászai stadionban jak versenyeket is tartanak. A kínai lakosság a kínai naptár szerint ünnepli a sotönt a Norbulingkában tánccal és zenével kormányzati támogatás mellett. Ugyanezen a rendezvényen a tibetiek is szoktak ünnepelni, ugyanúgy tánccal és zenével.
A dalai lámák uralkodása alatt (a 7. dalai lámától számítva) az uralkodó évenkénti átvonulása a Potala palotából a Norbulingka palotába szintén fesztiváli környezetben történt.

## Galéria

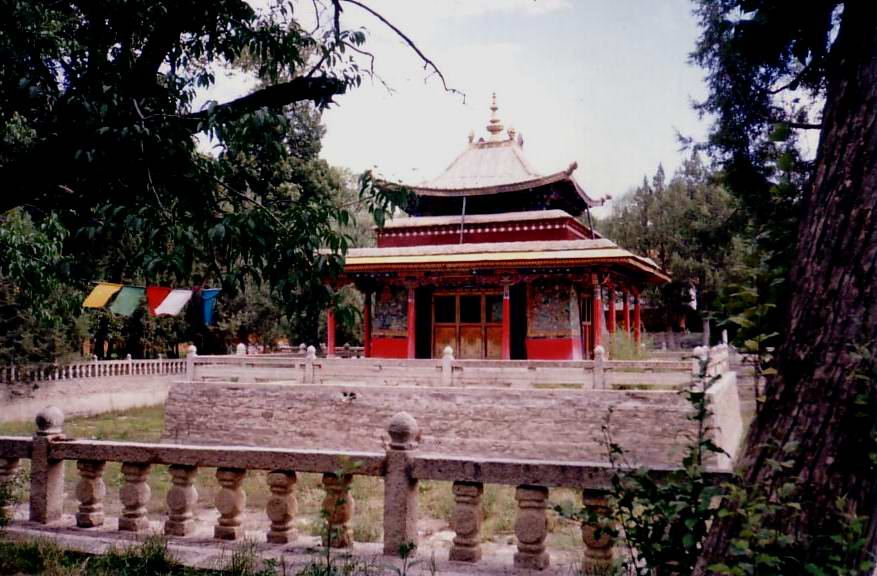
Norbulingka, 1993
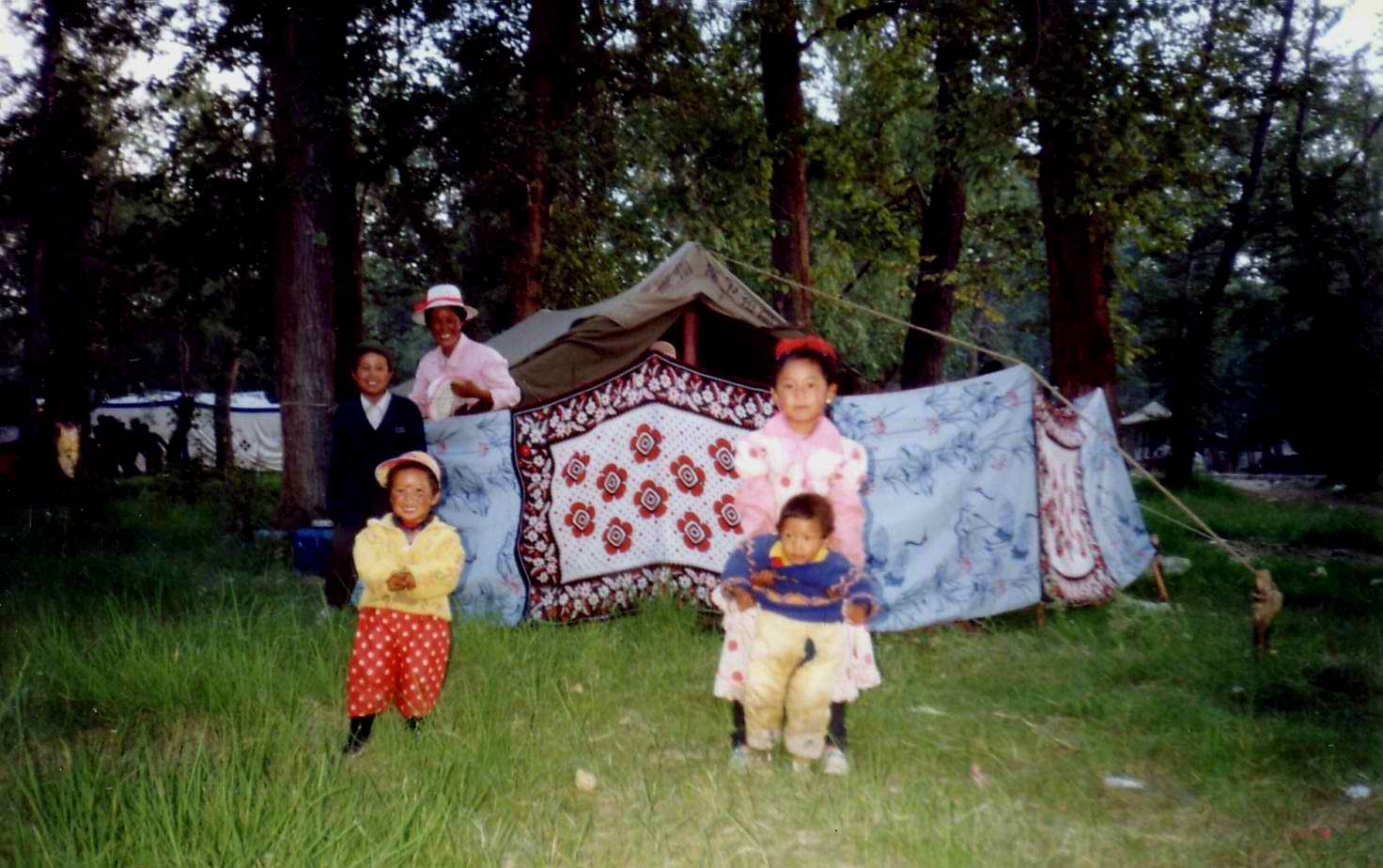
Tibeti család a sotön fesztiválon, Norbulingka, 1993
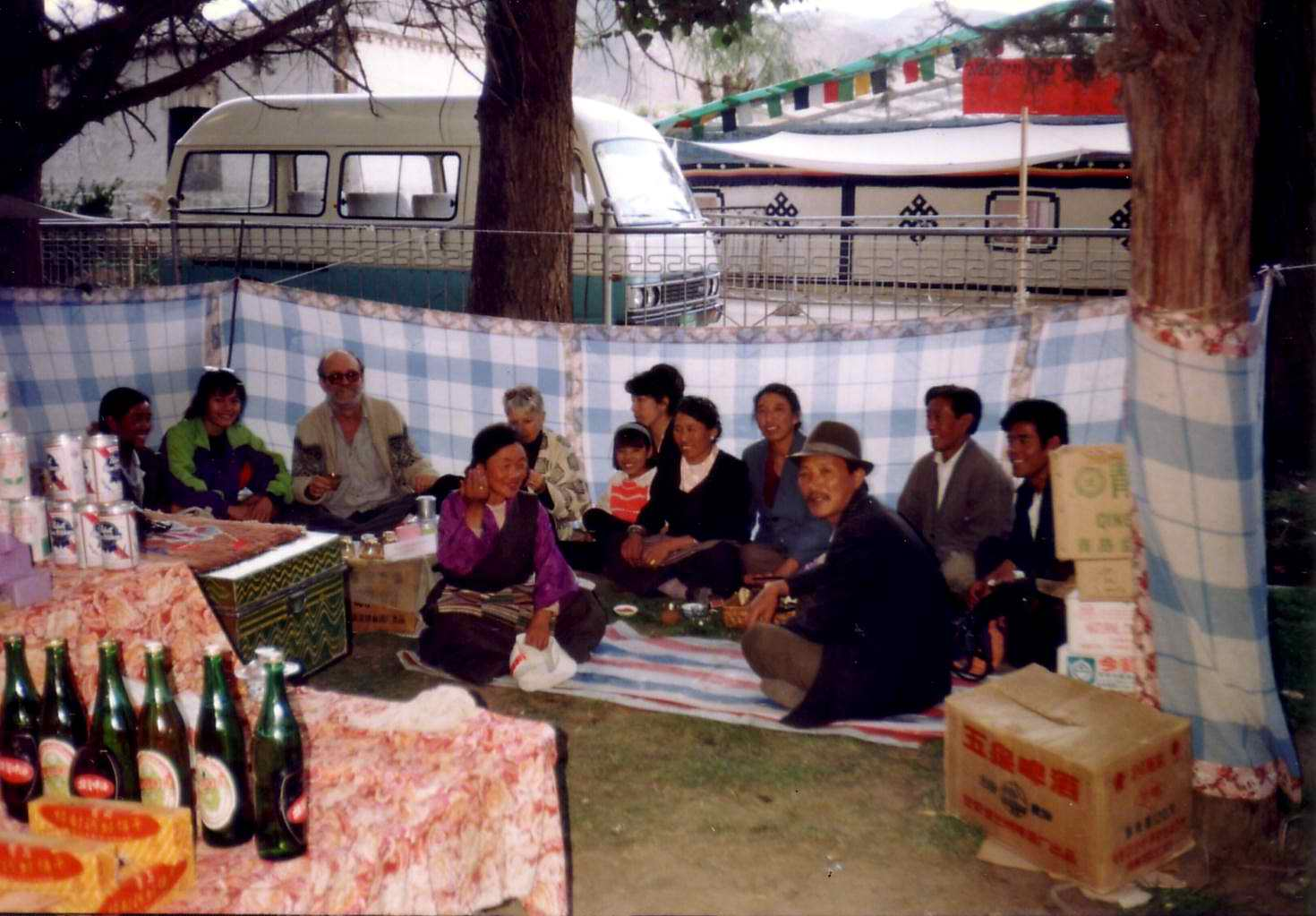
Ünnepség a sotön fesztiválon, Norbulingka, 1993
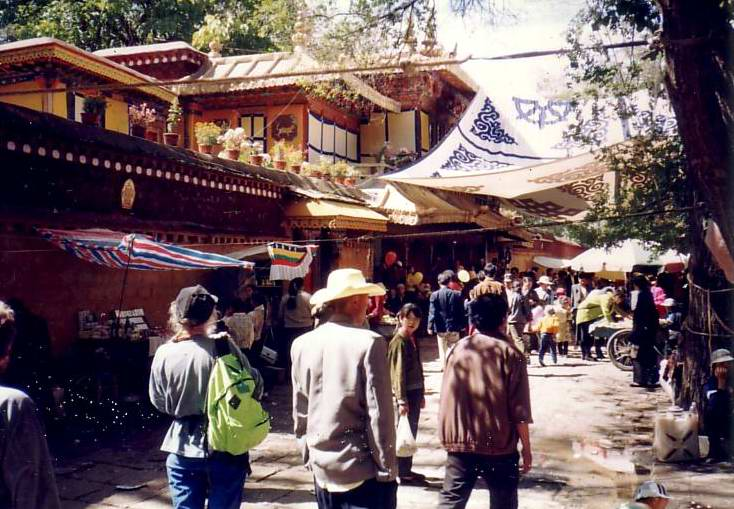
Norbulingka, sotön, vagy „joghurt fesztivál”, 1993.

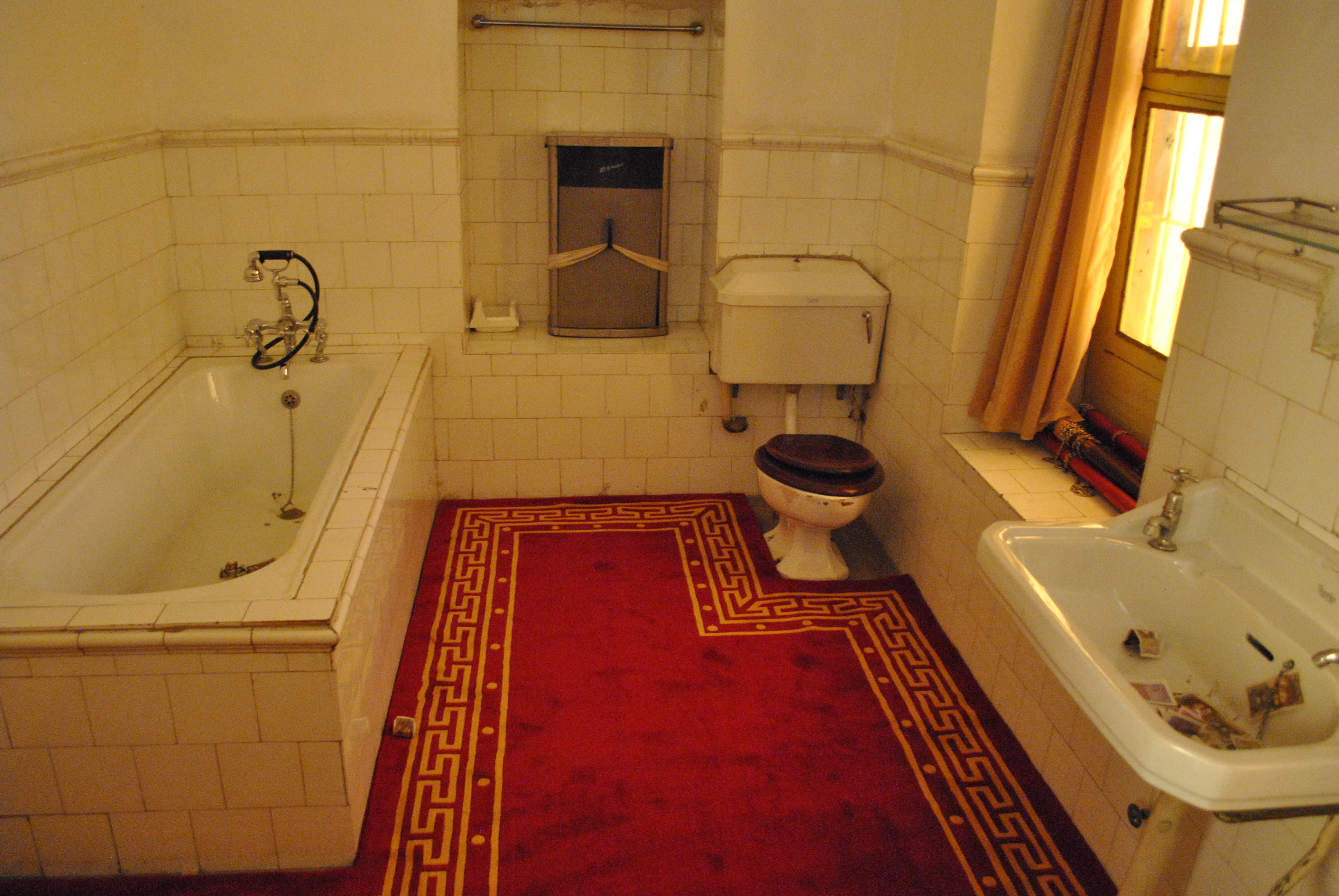
A 14. dalai láma fürdőszobája a Norbulingka palotában